# Liste des députés du Territoire des Comores
Le Territoire des Comores constituait un Territoire français d'outremer formé des quatre îles de l'archipel des Comores. Il fut créé le 27 octobre 1946 dans le cadre de l'Union française, puis intégra la communauté française à partir de 1958. Ce territoire a envoyé des députés à l'Assemblée nationale.
En 1975, trois de ces quatre îles décident de devenir indépendantes, à l'exception de Mayotte qui reste française. Mayotte désigne un député à partir de 1977, deux depuis 2012

## Députés des Comores sous laIVeRépublique
- Saïd Mohamed Cheikh du 10 novembre 1946 au 8 décembre 1958[1] (Ire, IIe, IIIe législature de la IVe République). Saïd Mohamed Cheikh est Grand Comorien.

## Députés du Comores sous laVeRépublique
Deux députés par législature à partir de 1958
- Said Ibrahim du 31 mai 1959 au 15 avril 1970[2](Ire législature, IIe, IIIe et IVe législature).  Said Ibrahim est Grand Comorien.
- Saïd Mohamed Cheikh du 31 mai 1959 - 20 mars 1962 [3](Ire législature)
- Ahmed Mohamed du 4 mars 1962 au 2 avril 1978[4](IIe, IIIe, IVe et Ve législature). Ahmed Mohamed est Anjouanais
- Mohamed Dahalani du 12 juillet 1970 à 2 avril 1978[5](IVe et Ve législature). Mohamed Dahalani est Grand Comorien.